# Konstabl
Konstabl, državni službenik u zapadnoeuropskim zemljama još iz srednjovjekovnih vremena, kao i određeni dužnosnici koji provode i izvršavaju zakon u Velikoj Britaniji i Sjedinjenim Državama. 

## Etimologija
Naslov comes stabuli (lat.: comes stabuli; grčki: κόμης τοῦ σταύλου/στάβλου, komēs tou staulou/stablou) pojavjuje se u Rimskom, a posebno u Istočnorimskom, ili Bizantskom Carstvu u 5. stoljeću nove ere, kao naslov starješine ergele na carskom dvoru. U srednjem vijeku, konstabl je bio zadužen za dobrobit dvorca kad je njegov vlasnik - kralj ili plemić - bio odsutan.

## Konstabl u Francuskoj
Franci su preuzeli naslov, da bi pod merovinškim a kasnije i pod karolinškim kraljevima zapadne Europe, comes stabuli bio zadužen za kraljevsku ergelu, dok mu je maršal (marescallus) bio podređeni časnik. 
U 11. stoljeću je konstabl (connétable) od Francuske postao jedan od pet vodećih državnih dužnosnika, s ograničenim ovlastima jurisdikcije ali sa zapovjedništvom nad konjicom. Vojne dužnosti i sudske ovlasti konstabla povećavale su se sve dok sredinom 14. stoljeća nisu dosegle do statusa vrhovnog zapovjedništva nad vojskom. Nakon izdaje konstabla Karla Burbonskog
 (1523.), kraljevi su iskazali nepovjerenje u moć toga ureda, te je kroz dugi niz godina u 16. stoljeću ostalo upražnjeno. Konačno je eliminiran 1627. godine, nakon smrti François de Bonnea, vojvode od Lesdiguièresa, ali ga je ponovno vratio Napoleon Bonaparte, koji je svog brata Luja Bonapartea imenovao velikim konstablom. Napokon je ukinut restauracijom Burbonaca, nakon čega je 1627. godine titula maršala Francuske preuzela njegovo mjesto.